# Newtonia
A Newtonia a madarak osztályának verébalakúak (Passeriformes) rendjébe és a vangagébicsfélék (Vangidae) családjába tartozó nem.

## Rendszerezésük
A nemet Hermann Schlegel és François Pollen írták le 1868-ban, az alábbi fajok tartoznak ide:
- Newtonia archboldi
- Newtonia brunneicauda
- Newtonia amphichroa
- Newtonia fanovanae
- Newtonia lavarambo vagy Newtonia amphichroa lavarambo[3]

## Előfordulásuk
Madagaszkár területén honosak. Természetes élőhelyeik a szubtrópusi vagy trópusi erdők és cserjések. Állandó, nem vonuló fajok.

## Megjelenésük
Testhosszuk 12 centiméter körüli.